# Rovt pod Menino
Rovt pod Menino je naselje u slovenskoj Općini Nazarju. Rovt pod Menino se nalazi u pokrajini Štajerskoj i statističkoj regiji Savinjskoj. 

## Stanovništvo
Prema popisu stanovništva iz 2002. godine naselje je imalo 110 stanovnika.